# Католицька церква в Демократичній Республіці Конго
Като́лицька це́рква в Демократи́чній Респу́бліці Ко́нго — найбільша християнська конфесія Демократичної Республіки Конго. Складова всесвітньої Католицької церкви, яку очолює на Землі римський папа. Керується конференцією єпископів. Станом на 2004 рік у країні нараховувалося близько 29 500 000 католиків (49,75% від усього населення). Існувало 47 діоцезій, які об'єднували 1258 церковних парафій.  Кількість  священиків — 4306 (з них представники секулярного духовенства — 2671, члени чернечих організацій — 1635), постійних дияконів — 0, монахів — 3649, монахинь — 7883.